# Clan Ōtomo
El clan Ōtomo (大友氏 Ōtomo-shi?) fue una familia japonesa cuyo poder se extendía desde el período Kamakura hasta el período Sengoku, abarcando más de 400 años. Las tierras hereditarias del clan yacían en la isla de Kyūshū.

## Historia
Tras el establecimiento del Shogunato Kamakura en el año 1185, a los miembros del clan se les concedió el cargo de Constable (Shugo) de la provincia de Bungo y la provincia de Buzen en Kyūshū.
Como los Ōtomo fue uno de los principales clanes de Kyūshū, junto con el clan Shōni y el clan Shimazu, tuvieron un papel central en la organización de los esfuerzos contra la invasiones de los mongoles a Japón entre 1274 y 1281. También jugaron un papel importante en el establecimiento del Shogunato Ashikaga en la década de 1330.
Los guerreros del clan Ōtomo lucharon junto a las de Ashikaga Takauji y permitieron ganar una serie de batallas claves, incluyendo la batalla de Sanoyama; esto ayudó a garantizar que el gobierno obtuviera posiciones de gran alcance en el nuevo shogunato. Un clan de gran alcance en todo el periodo Sengoku (1467–1573), fue el Ōtomo especialmente notable como uno de los primeros clanes para hacer contacto con los europeos, y establecer una relación comercial con ellos. Alrededor del año 1542, tres barcos portugueses fueron llevados por un tifón a la isla de Tanegashima, frente a la costa de Kyūshū. Dentro de diez años, el comercio con los portugueses era bastante regular y común en Kyūshū. El misionero Jesuita Francisco Javier llegó a Japón en el año 1549, y poco después se reunió con Ōtomo Sōrin, shugo de las provincias de Bungo y Buzen, quien más tarde sería descrito por Javier como un "rey" convertido al catolicismo en 1578. El clan Ōtomo estaba ansioso por asegurar para su clan aún más el comercio y el contacto con los portugueses, al ver la tecnológica y, más importante tal vez, los beneficios económicos que pudieran derivarse. En el año 1552, los emisarios del clan Ōtomo viajaron a Goa con Javier, para reunirse con el gobernador portugués de India. Javier y otros misioneros jesuitas volverían a Kyūshū, viajar y el proselitismo; los Ōtomo fueron siempre bien dispuesto hacia ellos, y vieron algo de éxito en la provincia de Bungo como resultado, convirtiendo muchos japoneses al cristianismo.
Hacia el final del siglo XVI, los Ōtomo lucharon con los clanes Shimazu y Mōri, de los cuales estos últimos eran marineros expertos. A pesar de que no jugó un papel importante en las campañas de Tokugawa Ieyasu que terminó el período Sengoku, ellos lograron conservar sus dominios en el período Edo.
Sus miembros incluyen:
- Ōtomo no Kuronushi – poeta clásico.
- Ōtomo Sōrin (1530–1587), Constable de las provincias de Bungo y Buzen.
- Ōtomo Yoshimune (1558-1605)